# Ricardo Santos (regatista)
Ricardo Winicki Santos (Río de Janeiro, 8 de mayo de 1980) es un deportista brasileño que compitió en vela en las clases Mistral y RS:X.
Ganó dos medallas de plata en el Campeonato Mundial de Mistral, en los años 2002 y 2005, y una medalla de oro en el Campeonato Mundial de RS:X de 2007.

## Palmarés internacional
| Campeonato Mundial | Campeonato Mundial  | Campeonato Mundial | Campeonato Mundial |
| Año                | Lugar               | Medalla            | Clase              |
| ------------------ | ------------------- | ------------------ | ------------------ |
| 2002               | Pattaya (Tailandia) | Medalla de plata   | Mistral            |
| 2005               | Palermo (Italia)    | Medalla de plata   | Mistral            |

| Campeonato Mundial | Campeonato Mundial | Campeonato Mundial | Campeonato Mundial |
| Año                | Lugar              | Medalla            | Clase              |
| ------------------ | ------------------ | ------------------ | ------------------ |
| 2007               | Cascaes (Portugal) | Medalla de oro     | RS:X               |